# Stelling van Wilson
De stelling van Wilson is een wiskundige stelling die zegt dat {\displaystyle p} dan en slechts dan een priemgetal is, als:
{\displaystyle (p-1)!\equiv -1{\pmod {p}}}.
De congruentie {\displaystyle (p-1)!\equiv -1{\pmod {p}}} kan ook worden geformuleerd als: {\displaystyle p} is een deler van {\displaystyle (p-1)!+1}.
De stelling werd voor het eerst geformuleerd door Ibn al-Haytham, ook bekend als Alhazen, maar is naar John Wilson genoemd. Wilson was een student van Edward Waring. Die formuleerde de stelling in 1770, maar noch hijzelf noch Wilson konden de stelling bewijzen. Lagrange gaf het eerste bewijs in 1771. Leibniz kende de stelling een eeuw eerder ook, maar publiceerde die niet.
Voor de notaties ! faculteit en ≡ congruent zie aldaar.

## Bewijs
Uit het ongerijmde: stel dat {\displaystyle (p-1)!+1} door {\displaystyle p} is te delen en dat {\displaystyle p} weer door een getal {\displaystyle d} met {\displaystyle 1<d<p} is te delen. Omdat {\displaystyle d} een van de getallen {\displaystyle 2,3,\ldots ,p-1} is, is {\displaystyle (p-1)!} door {\displaystyle d} te delen. {\displaystyle (p-1)!+1} is ook door {\displaystyle d} te delen, dus zou ook 1 door {\displaystyle d} te delen zijn. Dit is in tegenspraak met de veronderstelling.

### Omgekeerd
Eerste bewijs
Dit bewijs gebruikt dat voor een priemgetal {\displaystyle p>2} de verzameling {\displaystyle G=\{1,2,\ldots ,p-1\}} een groep is onder vermenigvuldiging modulo {\displaystyle p}. Dit betekent dat er voor ieder element {\displaystyle a\in G} een uniek invers element {\displaystyle b\in G} is zodanig dat {\displaystyle ab\equiv 1\!\!{\pmod {p}}}.  Als {\displaystyle a^{2}\equiv 1{\pmod {p}}}, dan is {\displaystyle a^{2}-1=(a+1)(a-1)\equiv 0{\pmod {p}}} en omdat {\displaystyle p} een priemgetal is, moet {\displaystyle a\equiv -1\equiv p-1{\pmod {p}}} of {\displaystyle a\equiv 1{\pmod {p}}}.
Met andere woorden: 1 en {\displaystyle p-1} zijn hun eigen inverse, maar ieder ander element van {\displaystyle G} heeft een inverse verschillend van zichzelf. Als dus paarsgewijs alle elementen van {\displaystyle G} met hun inverse bij elkaar genomen worden  en allemaal met elkaar vermenigvuldigd, is het product {\displaystyle (p-1)!} modulo {\displaystyle p} gelijk aan −1.
Voor {\displaystyle p=11} is bijvoorbeeld
{\displaystyle 10!=1\cdot 10\cdot (2\cdot 6)(3\cdot 4)(5\cdot 9)(7\cdot 8)\ \equiv \ -1\ ({\mbox{mod}}\ 11)}
In het geval dat {\displaystyle p=2} is de stelling eenvoudig te controleren.
Tweede bewijs
Stel p is een priemgetal groter dan 2. Beschouw de polynomen
{\displaystyle g(x)=(x-1)(x-2)\cdots (x-(p-1))}
en
{\displaystyle f(x)=g(x)-(x^{p-1}-1)}.
De constante term in {\displaystyle f(x)} is {\displaystyle (p-1)!+1}.
{\displaystyle f(x)} is een polynoom, waarvan de graad ten hoogste {\displaystyle p-2} is, met dus ten hoogste {\displaystyle p-2} nulpunten; Modulo {\displaystyle p} geldt hetzelfde. Volgens de kleine stelling van Fermat is ieder van de getallen {\displaystyle 1,2,\ldots ,p-1} een nulpunt van {\displaystyle f(x)}. Dit is onmogelijk, tenzij {\displaystyle f(x)=0{\pmod {p}}}, oftewel tenzij iedere coëfficiënt van {\displaystyle f(x)} door {\displaystyle p} is te delen, en de constante {\displaystyle (p-1)!+1} dus ook.

## Samengestelde getallen
Voor samengestelde getallen {\displaystyle n>4} geldt:
{\displaystyle (n-1)!\equiv 0\mod n},
d.w.z. {\displaystyle (n-1)!} is deelbaar door {\displaystyle n}.
Voor {\displaystyle n=4} is:
{\displaystyle (n-1)!=3!\equiv 2\mod 4}

## Algemene vorm van de stelling
Een algemene vorm is voor ieder oneven priemgetal {\displaystyle p} en voor ieder positief geheel getal {\displaystyle k} kleiner dan {\displaystyle p}:
{\displaystyle (k-1)!(p-k)!\ \equiv \ (-1)^{k}\mod p}
hetgeen met volledige inductie is te bewijzen.
Van Gauss is de volgende vorm van de stelling bekend:
{\displaystyle \prod _{\begin{matrix}1\leq a<m\\(a,m)=1\end{matrix}}a\equiv {\begin{cases}-1\mod m&{\text{voor }}m=4,\,p^{\alpha },\,2p^{\alpha }\\\ \ \ 1\mod m&{\text{anders}}\end{cases}}}
waarin {\displaystyle p} een oneven priemgetal is.

## Voorbeeld
De volgende tabel toont de waarden van {\displaystyle n} van 2 tot 30, {\displaystyle (n-1)!} en  {\displaystyle (n-1)!\mod n}.
Als {\displaystyle n} een priemgetal is, dan is de achtergrondkleur roze. En als {\displaystyle n} een samengesteld getal is, dan is de achtergrondkleur lichtgroen.
| {\displaystyle n} | {\displaystyle (n-1)!}          | {\displaystyle (n-1)!\ {\bmod {\ }}n} |
| ----------------- | ------------------------------- | ------------------------------------- |
| 2                 | 1                               | 1                                     |
| 3                 | 2                               | 2                                     |
| 4                 | 6                               | 2                                     |
| 5                 | 24                              | 4                                     |
| 6                 | 120                             | 0                                     |
| 7                 | 720                             | 6                                     |
| 8                 | 5040                            | 0                                     |
| 9                 | 40320                           | 0                                     |
| 10                | 362880                          | 0                                     |
| 11                | 3628800                         | 10                                    |
| 12                | 39916800                        | 0                                     |
| 13                | 479001600                       | 12                                    |
| 14                | 6227020800                      | 0                                     |
| 15                | 87178291200                     | 0                                     |
| 16                | 1307674368000                   | 0                                     |
| 17                | 20922789888000                  | 16                                    |
| 18                | 355687428096000                 | 0                                     |
| 19                | 6402373705728000                | 18                                    |
| 20                | 121645100408832000              | 0                                     |
| 21                | 2432902008176640000             | 0                                     |
| 22                | 51090942171709440000            | 0                                     |
| 23                | 1124000727777607680000          | 22                                    |
| 24                | 25852016738884976640000         | 0                                     |
| 25                | 620448401733239439360000        | 0                                     |
| 26                | 15511210043330985984000000      | 0                                     |
| 27                | 403291461126605635584000000     | 0                                     |
| 28                | 10888869450418352160768000000   | 0                                     |
| 29                | 304888344611713860501504000000  | 28                                    |
| 30                | 8841761993739701954543616000000 | 0                                     |